# The Sum of All Fears (novela)
The Sum of All Fears es una novela de suspenso de Tom Clancy, y parte de la serie de Jack Ryan. Fue el cuarto libro de la serie en ser adaptado al cine.
Un dato interesante es que el libro fue lanzado días antes de la tentativa de golpe de Estado en la Unión Soviética en 1991, que finalmente señaló la separación de la URSS. La política rusa y las secuelas de la destrucción del muro de Berlín son un elemento principal del libro.

## Resumen del argumento
La historia comienza en 1973, durante la guerra de Yom Kipur; en su punto álgido los israelíes optan por un ataque nuclear táctico, pero esto cambia en el último minuto. Desafortunadamente, una bomba atómica Mark 12 no es removida del avión de ataque israelí. Esa aeronave es derribada y se estrella en las montañas. El arma nuclear desaparece (en la jerga militar, "Broken Arrow", flecha rota).
La historia avanza hasta 1991. Después de que los palestinos empezaran a usar la no violencia para protestar y el asesinato de un protestante por parte de un soldado israelí, los Estados Unidos se dan cuenta de que no pueden dar más apoyo a Israel, pero tampoco pueden dejarlo sin él, ya que esto podría desestabilizar la región. Un astuto plan para acelerar el proceso de paz es puesto en acción y, para sorpresa de todos, parece funcionar.
Un pequeño grupo de terroristas no están satisfechos con el acuerdo. Con la paz a la vuelta de la esquina y el estado de Israel todavía existente, lo ven como un fracaso a su propia campaña. Su ira es dirigida a los Estados Unidos, que ha apoyado a Israel durante años y ahora es el instrumento que crea una paz duradera que hace imposible erradicar el Estado israelí.
Cuando los terroristas se cruzan con la bomba israelí perdida, se las arreglan para recuperarla y construir su propia versión utilizando el plutonio como material de fisión. También son capaces de mejorar el arma y convertirla en un dispositivo termonuclear. Los terroristas deciden usar el arma en el Super Bowl en Denver, Colorado. El objetivo es iniciar una guerra nuclear entre los Estados Unidos y la Unión Soviética.
La bomba explota y destruye el estadio. El Secretario de Defensa y el Secretario de Estado mueren en la explosión. A través de una serie de coincidencias, malentendidos y otras actividades terroristas (incluyendo un ataque a las fuerzas estadounidenses en Berlín), el plan es casi un éxito y por un breve momento Estados Unidos asume DEFCON 1. La crisis es evitada cuando Jack Ryan, tras recibir pruebas de que la bomba es originaria de Estados Unidos, logra acceder al sistema de comunicación entre Moscú y Washington y evita la situación comunicándose directamente con el presidente soviético.
Sin embargo los terroristas tienen un plan de apoyo, en caso de que el primero fallara. Cuando son capturados, implican al Ayatolá iraní como responsable del ataque. El presidente de los Estados Unidos, Bob Fowler, enfurecido, ordena destruir la ciudad de Qom con un ataque nuclear. Ryan evita el ataque, haciendo cumplir la regla de los dos hombres. Más tarde, durante un interrogatorio, los terroristas revelan accidentalmente la trampa, ya que el Ayatolá no estaba implicado y era un truco para desacreditar a Estados Unidos ante el mundo. Si el ataque a Qom se hubiera dado, hubiera destruido el delicado proceso de paz y la campaña en contra de Israel continuaría. El plan puede ser visto como el empleo de la táctica terrorista comúnmente llamada Agente provocador.
El libro termina con los terroristas siendo ejecutados por decapitación en Riad, Arabia Saudita. El príncipe de Arabia Saudita le regala a Ryan una antigua espada de la familia real saudí. El príncipe le dice a Ryan que es un símbolo de todos los que murieron, pero también sirve para recordarle todos aquellos que no murieron por sus acciones.

## Origen del nombre
El título de la obra original toma su nombre de un pasaje introductorio que Clancy escribe antes de iniciar el libro, cuyo autor es Winston Churchill:
Why, you may take the most gallant sailor, the most intrepid airman or the most audacious soldier, put them at a table together, what do you get? The sum of their fears.
(Porque, si tomaras al marinero más valiente, al aviador más intrépido y al soldado más osado, y los pusieras en una mesa juntos, ¿qué obtendrías? La suma de sus miedos).

## Adaptaciones
- The Sum of All Fears (película)
- The Sum of All Fears (videojuego)

- Datos: Q259168